# Argyrotome melae
Argyrotome melae là một loài bướm đêm trong họ Geometridae.